# Saïd Itaev
Saïd Ahmed Itaev (in russo Саид-Ахмед Махмудович Итаев?; Groznyj, 1º agosto 1982) è un lottatore russo naturalizzato francese, di origine cecena, specializzato nella lotta libera.

## Biografia
È nato a Groznyj nella capitale cecena, all'epoca parte dell'Unione Sovietica. A causa del conflitto ceceno, nel 1994 ha lasciato il proprio paese ed è divenuto rifugiato politico in Ucraina. Nel 2003 si è trasferito in Francia ad Orléans dove è stato richiedente asilo ed è stato naturalizzato nel 2007.
Nel dicembre 2015 è stato posto agli arresti domiciliari e la sua abitazione è stata perquisita, in quanto indagato nell'ambito di un'inchiesta antiterrorismo. Si è subito proclamato completamente estraneo alle accuse. Dopo poco tempo il provvedimento è stato revocato. 
Due dei suoi cinque figli di Seyfulla e Abdou-Rahman, entrambi nati in Francia, si sono dedicati alla lotta presso l'A.S. Sarreguemines Lutte. Seyfulla ha guadagnato la medaglia di bronzo ai campionati europei unde 15 del 2018 e del 2019.

### Carriera
Nel 1999 è stato vicecampione del mondo juniores di lotta libera.
Una volta arrivto in Francia si è associato all'A.S. Sarreguemines Lutte. È stato allentato da Thierry Bourdin e Alain Berger.
Al Grand Prix della Germania di Lipsia ha ottenuto il dodicesimo posto nel torneo degli 84 chilogrammi, categoria in cui ha sempre concorso. 
Ha rappresentato la nazionale francese ai Giochi del Mediterraneo di Pescara 2009, dove si è aggiudicato la medaglia d'argento negli 84 chilogrammi, perdendo in finale contro il turco Ali Imamoglu, aggiudicandosi così il primo successo internazionale.
Ai mondiali di Herning 2009 si è piazzato ventiduesimo, eliminato dal venezuelano Jose Alberto Diaz.
Ai campionati europei di Baku 2010 ha battuto il tedesco Peter Weisenberger al primo turno, ed è stato estromesso dal tabellone principale del toreo degli 84 chilogrammi dall'azero Sharif Sharifov. Ai ripescaggi è stato eliminato dal macedone Dejan Bogdanov, chiudendo al decimo posto.
Agli europei di Dortmund 2011 è stato eliminato dal polacco Maciej Balawender, concludendo diciannovesimo il torneo.
Ai Campionati del Mediterraneo di Larissa 2012 ha vinto la medaglia di bronzo.

## Palmarès
| Anno | Manifestazione              | Sede     | Evento | Risultato | Note |
| ---- | --------------------------- | -------- | ------ | --------- | ---- |
| 2009 | Giochi del Mediterraneo     | Pescara  | 84 kg  | Argento   |      |
| 2009 | Mondiali                    | Herning  | 84 kg  | 22º       |      |
| 2010 | Europei                     | Baku     | 84 kg  | 10º       |      |
| 2011 | Europei                     | Dortmund | 84 kg  | 19º       |      |
| 2012 | Campionati del Mediterraneo | Larissa  | 84 kg  | Bronzo    |      |

## Altre competizioni internazionali
2007
- 10º negli 84 kg nel Grand Prix of Germany ( Lipsia)

2011
- Bronzo negli 84 kg al Torneo Città di Sassari ( Sassari)
- 26º negli 84 kg al Memorial Wacław Ziółkowski ( Poznań)

2012
- 8º negli 84 kg al Torneo Dan Kolov - Nikola Petrov ( Sofia)